# Лубниця (Великопольське воєводство)
Лубниця (пол. Łubnica) — село в Польщі, у гміні Веліхово Ґродзиського повіту Великопольського воєводства.
Населення — 766 осіб (2011).
У 1975-1998 роках село належало до Познанського воєводства.

## Демографія
Демографічна структура станом на 31 березня 2011 року:
|          | Загалом | Допрацездатний вік | Працездатний вік | Постпрацездатний вік |
| -------- | ------- | ------------------ | ---------------- | -------------------- |
| Чоловіки | 383     | 97                 | 265              | 21                   |
| Жінки    | 383     | 86                 | 232              | 65                   |
| Разом    | 766     | 183                | 497              | 86                   |